# Беризики, Жан Омер
Жан Омер Беризики, (фр. Jean Omer Beriziky ; род. 9 сентября 1950) — премьер-министр Мадагаскара со 2 ноября 2011 года по 11 апреля 2014 года.

## Биография
Родился и вырос на северной части острова Мадагаскар. Работал профессором истории. С 1995 по 2006 год занимал пост посла Мадагаскара в Европейском союзе и Бельгии.

### Пост премьер-министра
28 октября 2011 года член политического блока «LEADER Fanilo» Жан Омер Беризики, в результате консенсуса по предложения бывшего президента Альберта Зафи, был назначен премьер-министром Мадагаскара президентом Андри Радзуэлиной. 2 ноября Беризики вступил в должность. 21 ноября к присяге было приведено правительство национального единства, призванное привести страну к национальному примирению и новым выборам.
11 апреля 2014 года на пост премьер-министра Мадагаскара был назначен Коло Роже.